# Swamp Dogg
Swamp Dogg (eredeti nevén Jerry Williams, Jr., (Portsmouth, Virginia, 1942. július 14. –), amerikai soul-énekes.

## Életpályája
Az első felvételét 1954-ben készítette 78-as fordulatszámú lemezen "Little Jerry" néven a  Mechanic kiadónál ("HTD Blues" / "Nats Wailing"). 1963-ban kezdte használni a "Little Jerry Williams" nevet a Loma Recordsnál, majd 1966-ban elhagyta a "Little" szót és egyszerűen a Jerry Williams nevet használta.
Első nagylemezét (Total Destruction to Your Mind) 1970-ben már "Swamp Dogg" néven készítette. Ezt követően negyedszázadon át váltogatta a lemezkiadókat, míg végül megalapította saját lemezcégét S.D.E.G. Records [Swamp Dogg Entertainment Group] néven. Felvételei számos gyűjteményes soul vagy blues lemezen megjelentek (például Mamas Baby Daddy's Maybe a Prism Leisure 2004-es Working Man's Blues című összeállításán.) Legutóbbi

## Diszkográfiája
- 1970 Total Destruction to Your Mind
- 1971 Rat On!
- 1972 Cuffed, Collared & Tagged
- 1973 Gag a Maggot
- 1974 Have You Heard This Story?
- 1976 Greatest Hits?
- 1976 You Ain't Never Too Old to Boogie
- 1977 Finally Caught Up with Myself
- 1980 Doing a Party Tonite
- 1981 I'm Not Selling Out/I'm Buying In
- 1982 Swamp Dogg
- 1989 I Called for a Rope and They Threw Me A Rock
- 1991 Surfin' in Harlem
- 2008 Swamp Dogg Droppin's
- 2009 Give Em as Little as You Can...As Often as You Have To...or...A Tribute to Rock 'n' Roll